# Teófilo Cubillas
Teófilo Cubillas (* 8. März 1949 in Puente Piedra, Lima) ist ein peruanischer ehemaliger Fußballspieler, der als offensiver Mittelfeldspieler spielte. In einer IFFHS-Umfrage, in der er auch in die Top 50 der Welt aufgenommen wurde, wurde er als Perus größter Spieler aller Zeiten ausgewählt. Er war bekannt für seine Technik, Schießfähigkeit und Freistoßfähigkeit. Zu seinen wichtigsten Erfolgen zählen die FIFA-Auszeichnungen für den besten jungen Spieler und den Bronzeschuh in der Fußball-Weltmeisterschaft 1970 sowie der Silberschuh und Mitglied der idealen Mannschaft bei der Fußball-Weltmeisterschaft 1978. Außerdem konnte er mit seiner Mannschaft die Copa América 1975 gewinnen und wurde als bester Spieler des Turniers ausgezeichnet.
Cubillas prägte den peruanischen Fußball während der 1970er Jahre, in denen die peruanische Nationalmannschaft ihre größten Erfolge feierte. Mit Cubillas konnte sie sich 1970, 1978 und 1982 für die Fußball-Weltmeisterschaft qualifizieren, wobei sie 1970 und 1978 mit einem 7. und 8. Platz ihre bislang besten Ergebnisse erzielten.

## Turniere
Bei der Weltmeisterschaft 1970 in Mexiko spielte Peru mit Deutschland in einer Vorrundengruppe und verlor mit 1:3. Peru qualifizierte sich mit Siegen über Bulgarien und Marokko dennoch für das Viertelfinale. Dort war der spätere Weltmeister Brasilien der Gegner; Peru verlor mit 2:4. Cubillas erzielte in jedem Spiel dieser Weltmeisterschaft mindestens ein Tor und traf insgesamt fünfmal. 2006 wurde er nachträglich per Internet-Wahl zum besten jungen Spieler des Turniers gewählt.
Bei der Copa América 1975 führte Cubillas Peru zur Meisterschaft und gewann so seinen einzigen internationalen Titel. Er erzielte beim 3:1-Halbfinalsieg über Brasilien zwei Tore und wurde zum Spieler des Turniers gewählt.
Cubillas führte seine Mannschaft als Mittelfeldregisseur und bester Torschütze bei der Weltmeisterschaft 1978 in Argentinien erneut in die 2. Finalrunde. Im ersten Spiel bezwang die Mannschaft die favorisierten Schotten mit 3:1; Cubillas erzielte zwei Tore. Gegen den späteren Vizeweltmeister Niederlande spielte Peru 0:0 im zweiten Spiel. Die Qualifikation für die nächste Runde erreichte das Team dann gegen den Iran mit 4:1 nach drei Treffern von Cubillas. In der 2. Finalrunde wurde allerdings gegen Brasilien, Polen und den späteren Weltmeister Argentinien verloren.
Bei der Weltmeisterschaft 1982 in Spanien hatte Cubillas seinen Zenit bereits überschritten. Zunächst spielte man gegen den Neuling Kamerun und den späteren Weltmeister Italien unentschieden, doch eine 1:5-Niederlage gegen Polen bedeutete das frühe Aus.
Cubillas beendete seine Karriere Mitte der 1980er Jahre in der North American Soccer League. Bis heute hat die Nationalmannschaft von Peru nie wieder solche Erfolge wie zu der aktiven Zeit von Cubillas vorweisen können. Er ist zusammen mit Miroslav Klose und Thomas Müller der bisher einzige Fußballspieler, der bei zwei Weltmeisterschaften jeweils mindestens fünf Tore erzielte.

## Erfolge
- Südamerikameister: 1975
- Peruanischer Meister: 1977, 1978